# Transsaharazieher
Transsaharazieher ist die Sammelbezeichnung für Zugvögel, die südlich der Sahara überwintern. Die Sahara wird von vielen Arten in breiter Front auf sogenannten Oasenrouten überflogen, andere Arten (vor allem die Thermiksegler) wählen die Ost- bzw. Westroute, also entweder Bosporus–Sinai–Niltal, oder Spanien–Gibraltar–afrikanische Westküste.